# Brachystelma letestui
Brachystelma letestui är en oleanderväxtart som beskrevs av François Pellegrin. Brachystelma letestui ingår i släktet Brachystelma och familjen oleanderväxter. Inga underarter finns listade i Catalogue of Life.